# Francesc II Crispo
Francesc II Crispo, nascut el 1417, fou senyor de Siros des del 1450 succeint al seu pare. Fou el setzè duc de Naxos i de l'Arxipèlag, baró d'Astrogidis, senyor de Milos, de Santorí, d'Astipàlea, Delos, Ios, i consenyor de Amorgos. Era fill de Nicolo Crispo.
Al morir el seu oncle Guillem II Crispo el 1463 fou proclamat successor però només li va sobreviure unes setmanes i va morir el mateix 1463.
Del seu enllaç amb Guillema, filla de Pietro Zeno (senyor d'Andros) va deixar al seu successor Jaume III Crispo. D'un segon enllaç amb Petronela Bembo no va tenir fills.